# 鶴龍対決
鶴龍対決（かくりゅうたいけつ）とは、日本のプロレスラーであるジャンボ鶴田と天龍源一郎の、1987年からスタートした一連のシングル対決の呼称。同年3月までタッグを組んでいた2人のコンビ名が鶴龍コンビ、または鶴龍砲と呼ばれていた事に由来する。天龍が全日本プロレスを離脱する1990年まで、全日の看板カードだった。

## 来歴
1987年、長州力らジャパンプロレス勢が全日との契約を一方的に破棄して新日本プロレスに復帰。全日が以前のようなアメリカン・スタイルのプロレスに戻ることに納得できなかった天龍は阿修羅・原と組んで龍原砲を、さらにこの2人の姿勢に共感した川田利明、サムソン冬木、北原辰巳、天龍の付き人の小川良成が加わり天龍同盟を結成し、鶴田との対決姿勢を打ち出した天龍とのシングル対決がスタート。

## 戦歴
- 第1戦 1987年8月31日 日本武道館 天龍がリングアウト勝ち
- 第2戦 1987年10月6日 日本武道館 天龍が反則勝ち
- 第3戦 1988年10月28日 横浜文化体育館 鶴田が反則勝ち
- 第4戦 1989年4月20日 大阪府立体育会館 三冠ヘビー級選手権 鶴田がパワーボムからの片エビ固めでピンフォール勝ち
- 第5戦 1989年6月5日 日本武道館 三冠ヘビー級選手権 天龍がパワーボムからのエビ固めでピンフォール勝ち
- 第6戦 1989年10月11日 横浜文化体育館 三冠ヘビー級選手権 鶴田がパワーボムをウラカン・ラナで切り返しピンフォール勝ち
- 第7戦 1990年4月19日 横浜文化体育館 三冠ヘビー級選手権 鶴田がバックドロップ・ホールドでピンフォール勝ち

天龍は第7戦目を最後に全日を退団し、新団体SWSに移籍。若手時代の2引き分けを除けば、鶴田側から見ると4勝3敗で鶴龍対決は終了した。
互いの人生観、プロレス観をもぶつけ合う戦いとなった鶴龍対決は長州離脱後に人気が低落した全日を再び活性化した。全日の日本武道館大会に超満員札止めマークが点火したのも鶴龍対決からであり、その攻防の激しさはのちの三沢光晴らの四天王プロレスに受け継がれていくなど、影響は大きかったといえる。

## 内容・エピソード
- 第1戦と第5戦はその年のプロレス大賞のベストバウト（年間最高試合）に選ばれている。
- 第4戦では天龍の執拗な喉元へ逆水平チョップと張り手に我を忘れて激怒した鶴田がのちにジャンボリフトと呼ばれる高角度のハイスピード垂直落下型のパワーボムで天龍を失神させてしまった。このパワーボムについて天龍は引退直前のインタビューで「あれはジャンボが汗で滑っちゃったんだと思います。でもそれについて今更とやかく言うつもりはありません。僕も長州とのシングル2戦目でパワーボムが汗で滑って垂直に落としてしまい、彼が長く首を痛める原因を作っちゃいましたから（笑」と語っている[2]。
- 天龍は週刊大衆のインタビューで、自身のレスラー人生のベストバウトとして、最後の戦いとなった第7戦目を上げている[3]。
- また、天龍は同誌のインタビューで「正直、3試合目くらいからジャンボとの地力の差を感じていた」「いつも『お客さんにはジャンボよりも1ミリ先を見せよう』って頑張っていたけど、この最後の一騎討ちだけは、試合中に初めて『転んで（負けて）もいいや』って思った。実際負けてしまったんですが、もう全日本を辞めようって気持ちがあって（この試合を最後に退団）、それとどこか重なってしまったんです」と語っている[3]。
- 天龍は「良く言えばクール、悪く言えば僕らレスラー仲間から見てもどこか冷めている部分のあるジャンボが、僕の挑発に乗ってくれた時は本当に嬉しかった」という。「『全日の危機だ、皆で盛り上げよう』という空気があったのは確かですけど、ジャンボの性格からして無視されるんじゃ…と内心心配でした」そうである。ただ「馬場さんから強制された訳でもないのに、どうしてジャンボが挑発に乗ってくれたのかは、もうジャンボが先に旅立った今では永遠に分からない」という。天龍は今でも時間を見つけては鶴田の墓参りに赴くが、墓前で手を合わせて心の中で必ずこう問うそうである。「ジャンボ、あの世で再会したら教えてね。どうしてあの時、俺の挑発に乗ってかかってきてくれたのか」[4]
- 鶴田はこの鶴龍対決に際し、繰り出す技の強度をそれまでとは違って露骨に強めていた。ジャンピングニーは顔面正面を狙っており、余り見掛けなくなったドロップキックも繰り出すようになった。